# 1-я маневренная воздушно-десантная бригада
1-я маневренная воздушно-десантная бригада (1 МВДбр) — воинское соединение Вооружённых сил СССР в Великой Отечественной войне.

## Формирование 1 МВДбр
1 МВДБр была сформирована приказом НКО СССР № 0083 от 4 сентября 1941 года в Уральском военном округе, г. Киров, здание школы № 43, ст. Зуевка
|  |  |  |

Основой командного состава 1 МВДБр являлись выпускники училищ ВДВ РККА, офицеры 204 и 201 ВДБр, а рядовой состав бригады состоял из молодых ребят 18-19 лет (1922—1923 и частью 1924 г. рождения), преимущественно жителей Кировской области, а также, в небольшом количестве, жителей Удмуртии и Пермской области. Основной состав — комсомольцы по мобилизации ЦК ВЛКСМ.
Командиром 1 МВДБр был назначен майор Тарасов Н. Е.
Учёба проходила в интенсивном режиме с изучением различных видов оружия, в том числе и немецкого, с боевыми стрельбами. Солдат обучали парашютному делу, умению ориентироваться на местности, ходить по азимуту, регулярно выполнялись лыжные маршевые броски. Даже такой, казалось, мелочи, как постройка шалашей, было уделено внимание. Тогда никто в бригаде ещё не знал, что очень скоро новые знания понадобятся, и от того, как они освоят эту военную науку, будет зависеть их жизнь.

## Характеристика боевой готовности бригады перед выступлением в немецкий тыл
Согласно докладу о боевых действиях 1 МВДБр характеристика боевой готовности бригады перед операцией представлена следующим образом:
«Боевая подготовка. Подготовка рядового и командного состава бригады проводилась по трёхмесячной программе обучения воздушно-десантных войск Красной Армии. Программа обучения была выполнена. Весь личный состав имел по одному прыжку с самолёта. Огневая подготовка из всех видов оружия отработана хорошо. Части бригады хождению на лыжах по лесистой и сильнопересечённой местности были обучены. Был проделан 175 километровый марш по пересечённой местности в зимних условиях, с ночлегом вне населённых пунктов.
Командный состав в основном был подготовлен к боевым действиям в тылу противника. Штаб бригады и штабы батальонов имели вполне удовлетворительную подготовку. В штабах имелись недостатки в вопросах организации разведки и связи с подразделениями.

### Состав бригады перед убытием на фронт
- Комначсостав — 289 чел.
- Мл. комсостав — 718 чел.
- Рядовой состав — 2032 чел.
- ВСЕГО: 3039 чел.

### Вооружение
- Винтовок — 1 789
- ППШ — 845
- Ружей ПТР — 108
- Ручных пулемётов — 131
- 50-мм миномётов — 72
- 82-мм миномётов — 32
- Раций — 28

## Положение войск СЗФ и планирование лыжного рейда
В январе 1942 года советское командование начинает стратегическую наступательную операцию с глубоким охватом группы немецких армий „Центр“. Составной частью этого плана был удар Северо-Западного фронта в районе озера Ильмень с целью освобождения Старой Руссы, городов Холм и Великие Луки.
29 января 1-й и 2-й гвардейские стрелковые корпуса совместно с частями 11 армии нанесли удар из района восточнее г. Старая Русса в южном направлении, взломали немецкую оборону и в феврале соединились с частями 3-й ударной армии. Таким образом, в окружении оказалось 6 немецких дивизий (123, 12, 32, 30, 290, SS „Totenkopf“), управление 2-го армейского корпуса, различные мелкие подразделения 10-го армейского корпуса и небольшое количество тыловых подразделений 16-й армии — всего более 100 тыс. солдат и офицеров вермахта.
С учётом сложного рельефа местности (болота и густые леса) немцам удалось создать гибкую оборону. То есть цепь опорных пунктов по периметру котла, между которыми, по постоянно расчищаемым и ремонтируемым дорогам, в случае необходимости перебрасывались мобильные резервы.
Атаки таких опорных пунктов, с учётом очень снежной зимы, приводили к очень большим потерям среди личного состава подразделений Советской Армии, и без того ослабленными сильными боями. В этих условиях наиболее эффективно проявили себя мобильные лыжные соединения, которые, внезапно нападая на опорные пункты наносили серьёзный ущерб противнику и так же внезапно исчезали.
В этих условиях была разработана диверсионная операция с участием нескольких мобильных воздушно-десантных бригад.
В задачу 1 МВДБр, переданной в феврале 1942 г. в оперативное управление Северно-Западного фронта, входило: проникнуть в тыл окружённой немецкой 16 армии в районе Вязовка-Пустыня, идти по маршруту на Демянск, уничтожая по пути гарнизоны противника, которые будут мешать продвижению бригады. Демянск не брать. С переходом реки Явонь около Демянска бригаде начать активные боевые действия и уничтожить гарнизоны противника в деревнях Игожево, Меглино, Старое Тарасово, в дальнейшем выйти в район Бель 1-я, Бель 2-я, содействуя их захвату южной группой войск генерала Ксенофонтова (34 армия)

### Задача бригады
10 февраля 1942 года бригада выгрузилась на аэродроме ВЫПОЛЗОВО и поступила в распоряжение СЗФ. В течение февраля бригада усиленно занималась парашютной, стрелковой и лыжной подготовкой.
21.02 бригада получила приказ от командующего СЗФ и представителя Ставки товарища Булганина лыжным 150-километровым маршем пройти по тылам противника и захватить железнодорожный узел ДНО и аэродром Гривочи, после чего бригада начала подготовку к наступлению. Несмотря на то, что задача была явно нереальной, командующий СЗФ настаивал на её выполнении, и только после доклада командования бригады Военному совету ВДВ КА данная задача бригаде была отменена.
28 февраля 1942 года в бригаду прибыл командующий ВДВ КА генерал-майор ГЛАЗУНОВ, член Военного Совета ВДВ КА дивизионный комиссар КЛОКОВ и авиационная группа гражданского воздушного флота под общим руководством генерал-майора ГОРБАЦЕВИЧА. Бригада с этого времени начала готовиться к парашютному варианту, однако отсутствие авиации не позволило использовать бригаду парашютным вариантом. Командующий СЗФ в 17.00 1 марта поставил бригаде задачу на лыжах проникнуть в тыл противника в районе ВЯЗОВКА — ПУСТЫНЯ с задачей: пройти по центру 16 окружённой немецкой армии, минуя ДЕМЯНСК, и содействовать нашим частям, действующим с фронта, по разгрому немецкой группировке в районе ВАТОЛИНО (общая протяжённость маршрута 80 км), в последующем от ВАТОЛИНО повернуть на юго-запад и содействовать Южной группе генерала КСЕНОФОНТОВА по захвату района МОЛВОТИЦЫ.
Приказ командующего СЗФ командование бригады отдало только после личного разрешения Сталина 2 марта 1942 г.
В приказе командующий СЗФ указал: в ночь на 3.03 бригаде на автотранспорте сосредоточиться в районе дер. ВЕРЕТЕЙКИ, ГРИВКИ и приступить к выполнению поставленной задачи.»

## Начало Демянской операции 1 мвдбр. Бой за Малое Опуево
В ночь с 7 на 8 марта бригада пересекла линию фронта на лыжах через разрывы в немецкой обороне и начала выдвижение в заданный район. Чтобы не быть обнаруженными противником, лыжники двигались в ночное время, двумя колоннами. Впереди двигались разведчики. Боеприпасы, миномёты, военное снаряжение тащили на волокушах по снегу, преодолевая препятствия.
Только в ходе движения выяснилось что в Новгородских лесах(много буреломов) двигаться на лыжах можно только со скоростью 10 км. в день.
Положение лыжников осложнялось сильным ночным морозом до 20-25 градусов. Днём проявляли себя мартовские оттепели — до 0 градусов. На момент выдвижения бригада имела 3-х суточный запас продовольствия. Дальнейшее снабжение продуктами должно было осуществляться с воздуха и самолётами на подготовленные площадки.
Двигаясь в заданный район, лыжники сталкивались с группами противника. В результате мелких стычек было убито около 30 солдат противника. Наши потери составили 8 человек. 11 марта бригада достигла заданного района и расположилась на окраине болота Невий Мох.
К утру 10.03 бригада сосредоточилась в лесу 2 километра западнее деревни Малое Опуево, где предполагалось организовать базу для пополнения продовольствия. Бригада к этому времени в течение 3-х суток не имела продовольствия, люди обессилели. Количество обмороженных десантников во много раз превосходило количество раненых.
Штаб СЗФ радировал, что ежедневно сбрасывается продовольствие в указанных координатах. При обследовании указанных мест выброски бригада продовольствия не находила.
В бригаде начался настоящий голод. Десантники обессилели и не были в состоянии выполнять боевую задачу.
Разведкой было установлено, что грузы самолёты сбрасывали в неустановленном месте в районе расположения противника 500 метров юго-западнее деревни Большое Опуево. Немцы давали ложные сигналы в момент появления наших самолётов, которые наши лётчики принимали за сигналы десантников.
В связи с этим командование бригады с целью обеспечения бригады продовольствием решило разгромить гарнизоны противника в Большое Опуево и Малое Опуево.
В 24.00 14.03 1 и 2 батальоны начали атаку на Малое Опуево.
Подступы к деревне немцами были сильно укреплены, и местность была заранее пристреляна. 2 батальон при подходе к южной окраине деревни был встречен сильным пулемётным и миномётным огнём. Местность противник освещал ракетами. 2 батальон, неся потери, продвигался очень медленно.
Личный состав бригады был обессилен, что задерживало темп наступления и только с выходом 1 батальона на восточные окраины Малое Опуево и ударом его в тыл противника 2 батальон в 5.30 15.03 ворвался в деревню, и к 6.30 совместно с 1 батальоном очистили Малое Опуево от немцев. Большая часть немцев была уничтожена, остатки бежали. Захвачен продовольственный склад и другие трофеи.
После захвата М. Опуево десантники в деревне оставили небольшой гарнизон во главе с рядовым Фомичёвым и часть раненых на попечении жителей деревни. Этот гарнизон немцы неделю не могли выбить из деревни, не смотря на регулярные атаки и артобстрелы. Через неделю оставшиеся в живых десантники гарнизона М. Опуево, когда деревня была уже полностью разрушена отошли в лес и присоединились к частям бригады.

## Бой за Добросли, Игожево и Старое Тарасово
8.03.42 года в распоряжение СЗФ прибывает 204 ВДБр, которой ставится задача по овладению деревней Добросли и посёлком Демянском, где в то время находился штаб 2 армейского корпуса окружённой группировки немцев. Разгром гарнизона Доброслей мог бы парализовать всю Демянскую группировку вермахта.
Но немцы, допустив просчёт с 1 МВДБр, которая почти без проблем оказалась у них в тылу, наглухо перекрыли все возможные маршруты передвижения 204 ВДБр. после нескольких неудачных попыток к 1 МВДБр смог пробиться только один 3 батальон 204 ВДБр. Остальные отошли на исходные позиции.
Понимая, что одним единственным батальоном 204 ВДБр взять Добросли не удастся, командование СЗФ даёт приказ обессилевшей 1 МВДБр захватить Добросли.
С другой стороны, руководство 1 МВДБр прекрасно понимает, что взять сильные гарнизоны Доброслей и Демянска силами измотанной 1 МВДБр уже не реально. Время упущено, и немцы подтянули все возможные резервы и укрепили оборону. Но приказ штаба СЗФ 1 МВДБр обязана была выполнять. В 16.00 19.03.1942 г. командиры батальонов получили задачу от командира бригады и письменный приказ на атаку Добросли.
В 21-00 20.03.42 г. 4 батальон начал наступление и при подходе к северной окраине Добросли был встречен сильным пулемётным и миномётным огнём, залёг и продвигаться не мог, неся при этом потери. Потеряв 18 чел. убитыми и 30 ранеными, батальон отошёл.
Если судить по воспоминаниям десантников 1 МВДБр и количеству потерь (которые оцениваются как незначительные), понимая бесперспективность атаки Доброслей и Демянска, командование 1 МВДБр после относительно короткого боестолкновения предпочло сохранить жизни десантников, и наступление на Добросли больше было похоже на его имитацию.
Командование 1 МВДбр приняло решение выполнять первичную задачу. А именно двигаться громя гарнизоны противника на юг, совершая при этом различные диверсионные действия и оказать помощь южной группе наших войск по дальнейшему продвижению.
В ночь с 24 на 25 марта 3-й батальон 204 ВДБр с примкнувшими к нему бойцами других подразделений 204 ВДБр атаковал д. Игожево. Во время предбоевого развёртывания десантники были обнаружены и подверглись миномётному обстрелу. Бой шёл всю ночь. Известно, что потери как с одной стороны, так и с другой были очень большие. Десантники отошли на рассвете, когда на помощь противнику подошло самоходное орудие из дивизии SS «Мёртвая голова».
26 марта 1942 года командование 1 МВДБр отдаёт приказ нанести удар по крупному узлу гитлеровской обороны, деревне Старое Тарасово, а также небольшой деревне Меглино, расположенной чуть севернее Тарасово.
Часть деревни Старое Тарасово было захвачено, уничтожено несколько складов с техникой и боеприпасами, склад с мотоциклами и др. К утру десантники прекратили бой и отошли. И бригада и немцы понесли большие потери.

## Прорыв линии фронта
После разгрома гарнизона в Старое Тарасово бригада имела задачу атаковать укреплённые пункты Бель 1-я, Бель 2-я и соединиться в этом районе с частями южной группы генерала Ксенофонтова, действующей с фронта. Бригада к этому времени в течение 5 суток не имела продовольствия, личный состав был измотанный и усталый, имелось большое количество раненых и обмороженных.
Обстановка на фронте к этому времени сложилась так, что южная группа войск генерала Ксенофонтова, захватив Молвотицы, была задержана противником.
Атака таких укреплённых пунктов, как Бель 1-я, Бель 2-я, без взаимодействия с войсками с фронта обречена была явно на неуспех и потерю остатков бригады, поэтому командование бригады решило атаку этих пунктов не производить, а минуя их, идти на соединение со своими частями в районе Лунево — Корнево.
28 марта 1942 года командир 1 МВДБр отдаёт приказ о выдвижении к месту планируемого прорыва. Бои по прорыву линии обороны немцев десантниками 1 МВДБр и 204 ВДБр в районе Лунево-Корнево носили исключительно ожесточённый характер. Неоднократно огневые контакты переходили в рукопашные схватки. Порой удавалось захватить отдельные участки обороны противника, но прорваться в первую линию обороны и за неё не удавалось. Было предпринято около десяти попыток прорвать позиции немцев и соединиться со своими регулярными частями, но учитывая сильную укреплённость позиций немецких войск, их численный перевес и отсутствие тяжёлого вооружения, все эти попытки успехом не увенчались. Находясь в лесу севернее д. Корнево десантники были замечены немецкой разведкой и подвергались прицельному миномётному и артиллерийскому огню противника, неся большие потери. В этом бою погибли или были серьёзно ранены большая часть офицеров штаба бригады.
С тяжёлыми боями десантники в ночь с 6 на 7 апреля 1942 г. прорвались к болоту Дивен Мох и разбили лагерь на юго-восточной оконечности болота. Ночью приняли самолёты с продуктами, боеприпасами и эвакуировали часть раненых. Ближайший путь для прорыва к своим через линию фронта лежал в районе деревни Николаевское.
В ночь с 7 на 8 апреля 1942 года, в районе д. Николаевское в результате тяжёлого боя удалось прорваться через линию фронта 629 десантникам из 1 мвдбр и 204 вдбр. Вплоть до июня к нашим частям прорывались крупные и мелкие группы десантников из немецкого тыла.

## Общий вывод
За период операций в тылу у противника бригада была неоднократно контратакована превосходящими силами и техникой противника. Несмотря на это частями бригады были сломлены сильно укреплённые узлы сопротивления, такие, как Малое Опуево, Добросли, Старое Тарасово и другие. Всего за период операции в районе Демянска бригада захватила шесть населённых пунктов.
В этих пунктах уничтожены и разгромлены немецкие гарнизоны, материальная часть, подорваны склады с боеприпасами, продовольствия; подорваны мосты и около 40 ДОТов и ДЗОТов.
Действие бригады в тылу врага оценено Военным Советом Северо-Западного Фронта, как удовлетворительное.
Несмотря на тяжёлые условия, в которых оказалась бригада, части бригады в течение месяца действовали против основных коммуникаций врага, нарушали связь, истребляли обозы, истребляли гарнизоны и отдельные немецко-фашистские отряды.
Боевая деятельность бригады в тылу врага характеризуется множеством фактов героизма, отваги и мужества. 101 человек бойцов, командиров и политработников награждены орденами и медалями Союза ССР. (ЦАМО ф 5 гв. стр. бр. оп. 1. д. 1).

### Потери бригады за период действий в тылу противника
Потери с 3 марта по 10 апреля 1942 года:
- Убитых и пропавших без вести — 1130 человек[6]
- Раненых, обмороженных — 773 чел.
- Участвовало в боевых действиях в тылу противника — 2675 человек